# Galanthus rizehensis
Galanthus rizehensis là một loài thực vật có hoa trong họ Amaryllidaceae. Loài này được Stern mô tả khoa học đầu tiên năm 1956.